# The Young Souls
 The Young Souls  es el tercer álbum de estudio de banda de metalcore americano Myka Relocate.  Lanzado el 30 de octubre de 2015, el trabajo estuvo publicado por Artery Recordings y estuvo producido por Eric Ron y Joey Sturgis.

## Antecedentes
En 2013, el ensemble gastó un trato grande de cronometra conectar con seguidores, el cual dramáticamente influyó el álbum.  En septiembre de 2015, el grupo retransmitido que su segundo álbum de estudio sería liberado al final de octubre.  El 24 de septiembre de 2015, el ensemble liberó "New Again", el cual devenía el primer sencillo del trabajo.  En octubre, la banda publicó tres sencillos del álbum.  "Cold Hearts", el segundo sencillo, estuvo publicado el 8 de octubre.  Una semana más tarde, el 15 de octubre de 2015, "Bring You Home" estuvo liberado como el tercer sencillo del álbum.  El 22 de octubre de 2015, "Damage" estuvo anunciado como el cuarto sencillo del trabajo.
En 24 de febrero de 2016, un video de music para "Nerve" era publicado.

## Composición
El álbum estuvo escrito en el sótano de Joey Sturgis' por guitarrista Austin Doré y vocalista Michael Swank.
Vocalista gritando John Ritter declara que "Cold Hearts" "challenges the ‘superior’ demeanor society uses to judge its youth", oponiendo la aversión que personas ambiciosas y jóvenes reciben.  En una entrevista más tardía, dijo a New Noise Magazine que "Damage" está dándose cuenta de que uno es en una relación romántica mala, y que "it investigates the thought process during these moments of clarity, and the determination to separate [one's self] from it". Swank declaró que el álbum centró fuertemente en relaciones con otras personas, y que el título "goes out to today's youth" y "follows the ups and downs of growing up in this day and age, trying to become comfortable in one's own skin".

## Conciertos
Mientras el lanzar del álbum, la banda hacia conciertos con banda de metalcore americano Escape the Fate.
Durante March y abril de 2016, el ensemble performaba por los Estados Unidos con Slaves, Capture the Crown, Outline in Color y Conquer Divide, y performaba en "Scream Out Fest" en junio temprano 2016 en AgeHa (Shinkiba Studio Coast) en Shinkiba, Japón.

### The Young Souls Tour
De mid-junio hasta mid-julio de 2016, la banda viajó los Estados Unidos para The Young Souls Tour.  Como el primero tour nacional para el ensemble, Out Came The Wolves y Light Up The Sky actuaron como soporte.

## Recepción crítica
Comparando el ensemble a ambos  We Came as Romans y Fall Out Boy, Nicholas Fike de FlippenMusic declaró que la banda era "able to take the best of both worlds [nu-metal and mainstream rock] and combine it with a touch of their own".  Matthew Powers de CaliberTV dijo "When Michael Swank sings the sound is more upbeat, and top 40-worthy than it’s ever been", yendo en aquel "When John Ritter unleashes his aggressive roars the sound takes on a spirited blend of nu-metal and hardcore" y que "When they work together they are nearly a more competent vocal duo than their long-established peers."  New Noise Magazine declaró que el trabajo "mixes Michael Swank’s electrifying voice and John Ritter’s crushing screams for a wicked sophomore release".
Shae Beaudoin Remember MEdia describe las tonadas como tocando "on broken trust, feeling lost, and letting go of negative people in your life, realizing you’re strong enough to move on".

## Lista de canciones
Toda la música compuesta por Myka Relocate. 
| N.º   | Título                                                         | Duración |  |
| 1.    | «Hide the Truth»                                               | 3:31     |  |
| 2.    | «Bring You Home»                                               | 2:55     |  |
| 3.    | «Damage»                                                       | 3:22     |  |
| 4.    | «Only Steps Away»                                              | 3:43     |  |
| 5.    | «Nerve»                                                        | 4:11     |  |
| 6.    | «New Again»                                                    | 3:22     |  |
| 7.    | «Cold Hearts»                                                  | 3:44     |  |
| 8.    | «Rescue Me»                                                    | 3:24     |  |
| 9.    | «Eyes Wide Shut»                                               | 3:22     |  |
| 10.   | «The Company You Keep» (con Christian Koo de Alive In Standby) | 3:36     |  |
| 11.   | «Idle Hands»                                                   | 3:28     |  |
| 12.   | «The Young Souls»                                              | 3:16     |  |
| 41:44 |                                                                |          |  |

## Créditos
- John Ritter - vocals
- Michael Swank - vocals
- Luke Burleigh - bajos
- Austin Doré - guitarra, programación
- Josh Peltier - guitarra
- Aaron Robertson - tambores[24]

## Posicionamientos en listas
| Gráfico (2015)                  | Peakposition |
| ------------------------------- | ------------ |
| US Billboard Top Heatseekers    | 7            |
| US Billboard Independent Albums | 36           |
| US Billboard Rock Albums        | 48           |
| US Billboard Hard Rock Albums   | 16           |